# Gesnerioideae
Gesnerioideae, biljna potporodica, dio porodice gesnerijevki. Podijeljena je na 5 tribusa.

## Tribusi
1. Tribus Titanotricheae T. Yamaz. ex W. T. Wang
  1. Titanotrichum Soler. (1 sp.)
2. Tribus Napeantheae Wiehler
  1. Napeanthus Gardner (17 spp.)
3. Tribus Beslerieae Bartl.
  1. Subtribus Besleriinae G. Don
    1. Besleria L. (163 spp.)
    2. Gasteranthus Benth. (39 spp.)
    3. Cremosperma Benth. (26 spp.)
    4. Reldia Wiehler (6 spp.)

  2. Subtribus Anetanthiinae A. Weber & J. L. Clark
    1. Cremospermopsis L. E. Skog & L. P. Kvist (3 spp.)
    2. Anetanthus Hiern ex Benth. & Hook. fil. (3 spp.)
    3. Resia H. E. Moore (4 spp.)
    4. Tylopsacas Leeuwenb. (1 sp.)
    5. Shuaria D. A. Neill & J. L. Clark (1 sp.)
4. Tribus Coronanthereae Fritsch
  1. Subtribus Coronantherinae Fritsch
    1. Coronanthera Vieill. ex C. B. Clarke (11 spp.)
    2. Bopopia Munzinger & J.R.Morel (1 sp.)
    3. Rhabdothamnus A. Cunn. (1 sp.)

  2. Subtribus Mitrariinae Hanst.
    1. Mitraria Cav. (1 sp.)
    2. Sarmienta Ruiz & Pav. (1 sp.)
    3. Asteranthera Klotzsch & Hanst. (1 sp.)
    4. Fieldia A. Cunn. (1 sp.)

  3. Subtribus Negriinae V. L. Woo, J. F. Sm. & Garn.-Jones
    1. Depanthus S. Moore (2 spp.)
    2. Negria F. Muell. (1 sp.)
    3. Lenbrassia G. W. Gillett (1 sp.)
5. Tribus Gesnerieae Dumort.
  1. Subtribus Gesneriinae Oerst.
    1. Bellonia L. (2 spp.)
    2. Pheidonocarpa L. E. Skog (1 sp.)
    3. Gesneria L. (54 spp.)
    4. Rhytidophyllum Mart. (23 spp.)

  2. Subtribus Gloxiniinae G. Don
    1. Gloxinia L’Hér. (5 spp.)
    2. Gloxiniopsis Roalson & Boggan (1 sp.)
    3. Seemannia Regel (4 spp.)
    4. Monopyle Moritz ex Benth. & Hook. fil. (25 spp.)
    5. Diastema Benth. (18 spp.)
    6. Gloxinella (H. E. Moore) Roalson & Boggan (1 sp.)
    7. Kohleria Regel (24 spp.)
    8. Pearcea Regel (19 spp.)
    9. Achimenes Pers. (26 spp.)
    10. Eucodonia Hanst. (2 spp.)
    11. Smithiantha Kuntze (6 spp.)
    12. Nomopyle Roalson & Boggan (2 spp.)
    13. Niphaea Lindl. (3 spp.)
    14. Moussonia Regel (22 spp.)
    15. Solenophora Benth. (15 spp.)
    16. Amalophyllon Brandegee (14 spp.)
    17. Phinaea Benth. (3 spp.)
    18. Heppiella Regel (4 spp.)
    19. Chautemsia A. O. Araujo & V. C. Souza (1 sp.)
    20. Mandirola Decne. (3 spp.)
    21. Goyazia Taub. (3 spp.)

  3. Subtribus Columneinae Hanst.
    1. Nautilocalyx Linden (39 spp.)
    2. Centrosolenia Benth. (15 spp.)
    3. Chrysothemis Decne. (10 spp.)
    4. Paradrymonia Hanst. (17 spp.)
    5. Trichodrymonia Oerst. (29 spp.)
    6. Pagothyra (Leeuwenb.) J. F. Sm. & J. L. Clark (1 sp.)
    7. Crantzia Scop. (4 spp.)
    8. Glossoloma Hanst. (29 spp.)
    9. Alloplectus Mart. (8 spp.)
    10. Drymonia Mart. (82 spp.)
    11. Columnea L. (215 spp.)
    12. Corytoplectus Oerst. (12 spp.)
    13. Neomortonia Wiehler (1 sp.)
    14. Pachycaulos J. L. Clark & J. F. Sm. (1 sp.)
    15. Alsobia Hanst. (4 spp.)
    16. Episcia Mart. (9 spp.)
    17. Christopheria J. F. Sm. & J. L. Clark (1 sp.)
    18. Rufodorsia Wiehler (4 spp.)
    19. Oerstedina Wiehler (2 spp.)
    20. Cobananthus Wiehler (1 sp.)
    21. Nematanthus Schrad. (32 spp.)
    22. Lesia J. L. Clark & J. F. Sm. (2 spp.)
    23. Codonanthe (Marloth) Hanst. (8 spp.)
    24. Codonanthopsis Mansf. (14 spp.)
    25. Rhoogeton Leeuwenb. (2 spp.)
    26. Cremersia Feuillet & L. E. Skog (1 sp.)
    27. Lampadaria Feuillet & L. E. Skog (1 sp.)
    28. Lembocarpus Leeuwenb. (1 sp.)

  4. Subtribus Sphaerorhizinae A. Weber & J. L. Clark
    1. Sphaerorrhiza Roalson & Boggan (4 spp.)

  5. Subtribus Ligeriinae Hanst.
    1. Sinningia Nees (77 spp.)
    2. Paliavana Vell. ex Vand. (6 spp.)
    3. Vanhouttea Lem. (9 spp.)